# Twentine
Twentine，中国女性小说作家，目前是晉江文學城的一名簽約作者。其代表作有《炽道》、《那个不为人知的故事》、《打火機與公主裙》等。2020年，入选“当当第六届影响力作家”。

## 小说作品
| 系列     | 出版年份 | 書名                      | 備註                       |
| 現代言情 | 2014年   | 《那個不為人知的故事》    |                            |
| 現代言情 | 2014年   | 《有生之年》              |                            |
| 現代言情 | 2015年   | 《阿南》                  |                            |
| 現代言情 | 2015年   | 《忍冬》                  |                            |
| 現代言情 | 2016年   | 《打火機與公主裙·荒草園》 | 《打火機與公主裙》（上冊） |
| 現代言情 | 2016年   | 《打火機與公主裙·長明燈》 | 《打火機與公主裙》（下冊） |
| 現代言情 | 2017年   | 《熾道》                  |                            |
| 現代言情 | 2018年   | 《晚章》                  |                            |
| 現代言情 | 2021年   | 《無何有鄉》              |                            |
| 古代言情 | 2012年   | 《一筆多情》              |                            |
| 古代言情 | 2012年   | 《浪人天涯》              |                            |
| 古代言情 | 2013年   | 《深山有鬼》              |                            |
| 古代言情 | 2013年   | 《寂靜深處有人家》        |                            |
| 古代言情 | 2014年   | 《我家二爺》              |                            |
| 古代言情 | 2020年   | 《鏡明花作》              |                            |
| 純愛耽美 | 2013年   | 《皇帝與野狗》            |                            |
| 純愛耽美 | 2017年   | 《第三支玫瑰》            |                            |

## 影視化作品
| 類型   | 播出年份     | 影視作品           | 劇集主演       | 擔任角色 | 備註                                                       |
| 電視劇 | 2022年       | 熾道               | 金晨、王安宇   | 原創编剧 | 未參與影視化編劇，僅是該劇原著《熾道》的小說編劇           |
| 電視劇 | 2022年       | 點燃我，溫暖你     | 陳飛宇、張婧儀 | 原創编剧 | 未參與影視化編劇，僅是該劇原著《打火機與公主裙》的小說編劇 |
| 電視劇 | 改編籌備階段 | 鏡明花作           | －             | －       | 未參與影視化編劇，僅是該劇原著《鏡明花作》的小說編劇       |
| 電影   | 改編籌備階段 | 鏡明花作           | －             | －       | 原著《鏡明花作》                                           |
| 電影   | 改編籌備階段 | 打火機與公主裙     | －             | －       | 原著《打火機與公主裙》                                     |
| 電視劇 | 改編籌備階段 | 忍冬               | －             | －       | 原著《忍冬》                                               |
| 電視劇 | 改編籌備階段 | 那個不為人知的故事 | 白宇           | －       | 原著《那個不為人知的故事》                                 |

## 獲獎紀錄
- 2015年，華語原創小説評選年度新鋭作者。[3]
- 2020年，入選第六屆噹噹影響力作家。[4]